# Nhạc Dương (huyện)
Nhạc Dương (chữ Hán giản thể: 岳阳县, âm Hán Việt: Nhạc Dương huyện) là một huyện thuộc địa cấp thị Nhạc Dương, tỉnh Hồ Nam, Cộng hòa Nhân dân Trung Hoa. Huyện này có diện tích 2905 km², dân số năm 2003 là 750.606 người, trong đó dân số nông nghiệp là 649.834 người. Mã số bưu chính là 4141xx, mã vùng điện thoại là 0730. Về mặt hành chính, quận này được chia thành 12 trấn, 8 hương. Chính quyền huyện đóng ở trấn Vinh Gia Loan.